# USS Bear
El USS Bear fue un barco de vela y de propulsión a vapor construido con costados de 15,2 cm (seis pulgadas) de espesor que tenía una larga vida útil en diversos entornos de agua fría y llenos de hielo. Fue un precursor de los rompehielos modernos y tuvo una vida útil variada. Según el sitio web oficial de la Guardia Costera de los Estados Unidos, el Bear se describe como "probablemente el barco más famoso en la historia de la Guardia Costera".
Construido en Escocia en 1874 como un barco de vapor para la caza de focas, fue propiedad de Terranova y operó desde allí durante diez años. A mediados de la década de 1880, participó en la búsqueda de la expedición Lady Franklin Bay. Comandado por Michael Healy de la United States Revenue-Marine, rebautizado United States Revenue Cutter Service en 1894 (y una de las organizaciones antecesoras de la Guardia Costera de los Estados Unidos), trabajó en la costa de 20.000 millas (32.200 km) de Alaska. Más tarde ayudó con los esfuerzos de socorro después del terremoto de San Francisco de 1906.
Sus servicios también incluyeron la segunda expedición del almirante Richard Evelyn Byrd a la Antártida, y nuevamente al continente más austral en 1941 para evacuar a los estadounidenses al comienzo de la Segunda Guerra Mundial. When more modern ships were available to replace her, Bear was decommissioned on 17 May 1944 and laid up in Boston until the end of the war. Más tarde sirvió en tareas de patrulla en la costa de Groenlandia para la Armada de los Estados Unidos. Entre algunas de estas misiones, fue un barco museo en Oakland, California, y protagonizó la versión cinematográfica de 1930 de El lobo de mar de Jack London.
Después de la Segunda Guerra Mundial, el Bear volvió a utilizarse como buque de caza de focas. Finalmente, en 1963, 89 años después de su construcción, mientras lo remolcaban a un destino fijo como restaurante flotante en Filadelfia (Pensilvania), el Bear naufragó y se hundió en el océano Atlántico Norte a unas 100 millas náuticas (190 km; 120 mi) al sur de la isla de Cabo Sable (Nueva Escocia, Canadá).

## Hundimiento

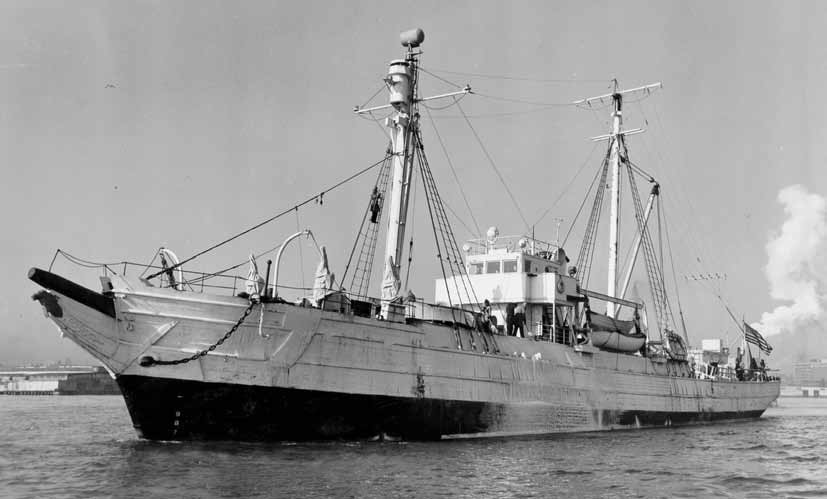
USS Bear en torno al año 1944

En 1963, mientras era remolcado por el remolcador Irving Birch a Filadelfia, el Bear se hundió a unas 100 millas náuticas (190 km; 120 mi) al sur de la isla de Cabo Sable, Nueva Escocia, en 42°40′N 065°11′O / 42.667, -65.183. 
Se hundió temprano en la mañana del 19 de marzo de 1963 después de que un vendaval azotara y cortara el cable de remolque. El mástil se derrumbó y perforó el casco, causando el hundimiento. Su tripulación de dos personas fue rescatada por el Irving Birch.